# Leiostyla
Leiostyla is een geslacht van weekdieren uit de klasse van de Gastropoda (slakken).

## Soorten
- Leiostyla abbreviata (R. T. Lowe, 1852)
- Leiostyla albina (Pilsbry, 1931)
- Leiostyla anglica (A. Férussac, 1821)
- Leiostyla arborea (R. T. Lowe, 1855)
- Leiostyla austriaca (Wenz, 1921)  †
- Leiostyla beatae Walther & Hausdorf, 2015
- Leiostyla callathiscus (R. T. Lowe, 1831)
- Leiostyla capellinii (Sacco, 1886)  †
- Leiostyla cassida (R. T. Lowe, 1831)
- Leiostyla cassidula (R. T. Lowe, 1852)
- Leiostyla castanea (Shuttleworth, 1852)
- Leiostyla castanheiraensis Groh & Pokryszko, 2019  †
- Leiostyla caucasica (L. Pfeiffer, 1855)
- Leiostyla cheiligona (R. T. Lowe, 1831)
- Leiostyla colvillei Seddon & Killeen, 1996
- Leiostyla concinna (R. T. Lowe, 1852)
- Leiostyla cooki Cameron & Pokryszko, 2019  †
- Leiostyla corneocostata (Wollaston, 1878)
- Leiostyla crassilabris Hausdorf, 1990
- Leiostyla degenerata (Wollaston, 1878)
- Leiostyla desertaensis Groh, Cameron & Teixeira, 2019  †
- Leiostyla eikenboomi Bank, Menkhorst & Neubert, 2016
- Leiostyla espigaoensis Seddon, 1990  †
- Leiostyla falknerorum Bank, Groh & Ripken, 2002
- Leiostyla ferraria (R. T. Lowe, 1852)
- Leiostyla filicum D. T. Holyoak & Seddon, 1986
- Leiostyla fusca (R. T. Lowe, 1852)
- Leiostyla fuscidula (Morelet, 1860)
- Leiostyla gibba (R. T. Lowe, 1852)
- Leiostyla glomerosa (Suvorov & Schileyko, 1991)
- Leiostyla gottschicki (Wenz, 1922)  †
- Leiostyla heterodon (Pilsbry, 1923)
- Leiostyla honesta (Suvorov & Schileyko, 1991)
- Leiostyla iranica E. Gittenberger & Pieper, 1988
- Leiostyla irrigua (R. T. Lowe, 1852)
- Leiostyla krstichae Prysjazhnjuk, 2015  †
- Leiostyla lamellosa (R. T. Lowe, 1852)
- Leiostyla laurinea (R. T. Lowe, 1852)
- Leiostyla loweana (Wollaston, 1878)
- Leiostyla macilenta (R. T. Lowe, 1852)
- Leiostyla mica (Schileyko, 1998)
- Leiostyla millegrana (R. T. Lowe, 1852)
- Leiostyla monticola (R. T. Lowe, 1831)
- Leiostyla nemethi Hausdorf, 1996
- Leiostyla numidica (Bourguignat, 1864)
- Leiostyla paphlagonica Hausdorf, 1990
- Leiostyla paulinae (Lindholm, 1913)
- Leiostyla piserai Harzhauser & Neubauer, 2018  †
- Leiostyla pontica (Retowski, 1889)
- Leiostyla priscilla (Paladilhe, 1873)  †
- Leiostyla pulchra (Retowski, 1883)
- Leiostyla recta (R. T. Lowe, 1852)
- Leiostyla rectidentata (Schileyko, 1976)
- Leiostyla relevata (Wollaston, 1878)
- Leiostyla rugulosa (Morelet, 1860)
- Leiostyla schweigeri (Götting, 1963)
- Leiostyla silicea (Schileyko, 1975)
- Leiostyla simulans Cameron & Groh, 2019  †
- Leiostyla simulator (Pilsbry, 1923)
- Leiostyla sinangula (Schileyko, 1975)
- Leiostyla sphinctostoma (R. T. Lowe, 1831)
- Leiostyla subcorneocostata Seddon, 1990  †
- Leiostyla superba Hausdorf, 1990
- Leiostyla superstructa (Mousson, 1876)
- Leiostyla taeniata (Shuttleworth, 1852)
- Leiostyla tenuimarginata (Pilsbry, 1922)
- Leiostyla tesselata (Morelet, 1860)
- Leiostyla vermiculosa (Morelet, 1860)
- Leiostyla vincta (R. T. Lowe, 1852)
- Leiostyla vitrea (Schileyko, 1988)
- Leiostyla wollastoni (Paiva, 1866)  †
- Leiostyla zonifera (Pilsbry, 1934)